# Kate Lampard
Kathryn Felice Lampard (née le 20 avril 1960) est une ancienne avocate britannique.

## Biographie
Elle occupe un certain nombre de postes de direction non exécutifs au sein du National Health Service, notamment présidente de la SouthEast Coast Strategic Health Authority. Elle est également une ancienne vice-présidente du Financial Ombudsman Service. En 2012, elle est nommée par le ministère de la Santé pour superviser son enquête sur les activités de Jimmy Savile à l'hôpital Stoke Mandeville, à l'infirmerie générale de Leeds, à l'hôpital Broadmoor et ailleurs au sein du National Health Service après des allégations d'abus sexuels par Savile.
En 2015, Lampard est nommé par Serco pour entreprendre un examen indépendant des circonstances entourant les allégations, faites dans un reportage de Channel 4, de mauvais traitements infligés aux détenus au Yarl's Wood Immigration Removal Centre. En 2017, elle est nommée par G4S pour entreprendre un examen indépendant des circonstances entourant les allégations, faites dans un programme télévisé de la BBC Panorama, de mauvais traitements infligés aux détenus au Brook House Immigration Removal Centre. En 2019, le ministre de l'Intérieur, Sajid Javid, nomme Lampard pour diriger un examen du service des frontières, de l'immigration et de la citoyenneté.
Lampard est présidente par intérim du Groupe consultatif indépendant sur les décès en détention (novembre 2015-juin 2016). Elle est présidente du conseil d'administration de GambleAware, administratrice de la Fondation Esmee Fairbairn et administratrice de la Royal Horticultural Society.
Lampard est nommée Commandeur de l'Ordre de l'Empire britannique (CBE) lors des honneurs du Nouvel An 2015 pour ses services au Service national de santé et à la communauté du Kent. Le 14 octobre 2022, dans le cadre des distinctions spéciales de 2022, Lampard reçoit une pairie à vie, siégeant pour le Parti conservateur. Le 17 novembre 2022, elle est créée baronne Lampard, de Frinsted dans le comté de Kent.